# Municipio de Fairfax (Kansas)
El municipio de Fairfax (en inglés: Fairfax Township) es un municipio ubicado en el condado de Osage en el estado estadounidense de Kansas. En el año 2010 tenía una población de 589 habitantes y una densidad poblacional de 5,07 personas por km².

## Geografía
El municipio de Fairfax se encuentra ubicado en las coordenadas 38°43′3″N 95°40′17″O / 38.71750, -95.67139. Según la Oficina del Censo de los Estados Unidos, el municipio tiene una superficie total de 116.12 km², de la cual 112,19 km² corresponden a tierra firme y (3,38 %) 3,93 km² es agua.

## Demografía
Según el censo de 2010, había 589 personas residiendo en el municipio de Fairfax. La densidad de población era de 5,07 hab./km². De los 589 habitantes, el municipio de Fairfax estaba compuesto por el 96,77 % blancos, el 0,17 % eran afroamericanos, el 0,68 % eran amerindios, el 0,34 % eran asiáticos y el 2,04 % eran de una mezcla de razas. Del total de la población el 1,36 % eran hispanos o latinos de cualquier raza.